# Paolo Tagliavento
Paolo Tagliavento (Terni, 19 settembre 1972) è un dirigente sportivo ed ex arbitro di calcio italiano, amministratore delegato della Ternana femminile.

## Carriera
Appartenente alla sezione AIA di Terni, viene promosso alla C.A.N. C nel 2001, e sotto tale organo tecnico riesce ad accumulare 24 presenze in Serie C1 (compresa la finale play-off Pescara-Martina del 2003); dopo sole 2 stagioni di permanenza (record detenuto assieme a Trefoloni e Guida) viene premiato con il passaggio alla C.A.N. A-B, per decisione dell'allora designatore Maurizio Mattei.

Durante la prima stagione sotto la nuova categoria, riesce subito a debuttare in Serie A, il 16 maggio 2004, in occasione di Chievo-Bologna. Nel 2006 viene coinvolto nell'inchiesta relativa a Calciopoli, poiché il suo nome compare nei verbali di alcune intercettazioni oggetto dell'indagine: viene però scagionato dalle accuse nell'ambito del procedimento della giustizia sportiva.
Il 1º gennaio 2007 è nominato arbitro internazionale. Nel giugno seguente, viene designato dall'UEFA per la finale della Regions' Cup, la massima competizione per squadre amatoriali del continente. Al termine della stagione 2017-2018 ha diretto 221 partite del campionato italiano, tra cui: un derby d'Italia, due derby della Lanterna, tre derby di Roma, un derby di Milano, un Juventus-Roma, due Roma-Milan, un Juventus-Milan e un Inter-Roma. Il 12 maggio 2010 è designato come "addizionale" di porta per la finale di Europa League, giocata ad Amburgo tra Atlético Madrid e Fulham e diretta dal connazionale Nicola Rizzoli.
Il 3 luglio 2010, con la scissione della C.A.N. A-B in C.A.N. A e C.A.N. B, viene inserito nell'organico della C.A.N. A. Nel luglio 2010 viene insignito del Premio Giovanni Mauro, destinato all'arbitro italiano particolarmente distintosi nel corso della stagione 2009-2010. L'8 dicembre 2010 fa il suo esordio nella fase a gironi della UEFA Champions League: dirige un match dell'ultima giornata, tra Arsenal e Partizan Belgrado.
Sempre nel 2010 è protagonista di un singolare episodio, avvenuto il 17 ottobre allo stadio Sant'Elia di Cagliari, durante una partita Cagliari-Inter da lui diretta. In tale occasione l'attaccante camerunese dell'Inter Samuel Eto'o, dopo pochi minuti dal fischio d'inizio, viene preso di mira dai tifosi sardi con atteggiamenti razzisti; Tagliavento sospende il gioco e richiede di avvertire il pubblico, tramite l'impianto sonoro dello stadio, che se tale situazione continuerà la partita sarà definitivamente interrotta, mettendo a tacere i sostenitori del Cagliari, il quale viene poi condannato a pagare una sanzione di 25.000 euro. Si è trattato del primo caso in Italia in cui è stata minacciata la sospensione di una partita per razzismo nei confronti dei giocatori; un episodio analogo, con protagonisti sempre Eto'o ed i tifosi del Cagliari, aveva avuto luogo anche l'anno precedente, ma in tale circostanza l'arbitro Daniele Orsato non aveva preso provvedimenti.
Il 1º gennaio 2011 viene promosso nella categoria arbitrale UEFA Premier Development. Nel giugno successivo è tra i fischietti designati dall'UEFA per dirigere ai campionati europei di calcio Under 21 in Danimarca, qui dirige due partite della fase a gironi, e la finalissima tra Svizzera e Spagna. Dal 1º gennaio 2012 è inserito nella massima categoria degli arbitri europei, quella "Elite".
Nel febbraio 2012, dopo aver fatto il suo esordio nella fase a eliminazione diretta della Champions League dirigendo l'andata di un ottavo di finale tra Lione ed APOEL Nicosia, è designato anche per una prestigiosa amichevole tra nazionali, Germania-Francia.
Il 25 febbraio 2012 arbitra la partita di Serie A Milan-Juventus, scontro diretto per la vetta della classifica e caratterizzata dal controverso episodio del gol fantasma di Sulley Muntari, non convalidato nonostante il pallone avesse completamente oltrepassato la linea di porta: la partita terminò col punteggio di 1-1, punteggio che risultò decisivo per la Juventus, che a fine stagione si laureò Campione d'Italia per la ventottesima volta della sua storia. Tagliavento stesso ha parlato dell'episodio descrivendolo come l'errore più grave della sua carriera.
Nel marzo del 2012 è selezionato ufficialmente come arbitro di porta in vista dell'Europeo 2012, nella squadra arbitrale diretta da Rizzoli. Il 20 maggio 2013 viene designato come arbitro di porta in occasione della finale di Champions League tra Borussia Dortmund e Bayern Monaco a Wembley.Sempre nel 2013 a dicembre è ricordato per uno scandaloso errore arbitrale durante il match Schalke 04 contro Basilea convalidò un clamoroso errore del guardalinee con un gol dello Schalke con ben 4 uomini in netto fuorigioco ai danni del Basilea.
Ritorna ad arbitrare nella coppa europea più importante, la Champions League, ad ottobre 2014 dirigendo il match tra i belgi dell'Anderlecht e i tedeschi del Borussia Dortmund. Il 14 ottobre debutta nelle qualificazioni per Euro 2016, dirigendo a Helsinki la partita tra la Finlandia e la Romania. Altra chiamata in Champions League il 5 novembre: sua la direzione tra Sporting Lisbona e Schalke 04. Nuovo impegno per Euro 2016 il 14 novembre, quando gli viene assegnata la gara di Tbilisi tra la Georgia e la Polonia. Il 26 novembre dirige il match tra Bayer Leverkusen e Monaco. Dopo la pausa invernale, viene designato per la gara d'andata dei sedicesimi di finale di Europa League tra il PSV e la squadra russa dello Zenit San Pietroburgo.
Il 27 agosto 2015 fa il suo debutto nella nuova stagione nelle coppe europee, dirigendo la gara di ritorno di Europa League tra i danesi del Brøndby e i greci del PAOK Salonicco. Per le qualificazioni a Euro 2016, viene designato per dirigere l'8 settembre 2015 la gara di Skopje tra la Macedonia e la Spagna nell'ambito del gruppo C. Nuovo impegno in Europa League il 1º ottobre per dirigere la gara di Istanbul tra il Beşiktaş e lo Sporting Lisbona. Il debutto stagionale in Champions League avviene il 20 ottobre 2015, nella gara tra la Dinamo Zagabria e i greci dell'Olympiacos. Nell'ultimo turno della fase a gironi dell'Europa League è stato designato per la gara tra il Partizan Belgrado e i tedeschi dell'Augsburg. Dopo la pausa invernale ritorna a dirigere in Europa League la gara di ritorno dei sedicesimi di finale tra il Rapid Vienna e il Valencia.
Nel maggio 2017 viene designato per la prima volta in carriera per la finale di Coppa Italia in programma all'Olimpico il 17 maggio 2017, tra Juventus e Lazio assieme agli assistenti Costanzo e Cariolato, al quarto ufficiale Davide Massa e gli arbitri addizionali Gianluca Rocchi e Antonio Damato. Nel dicembre 2017 l'AIA comunica il suo ritiro dalle liste internazionali a partire dal 1º gennaio 2018.
Il 30 giugno 2018 termina la carriera arbitrale per limiti di età ed il 4 luglio si dimette dall'AIA per intraprendere la carriera di club manager per la Ternana. Il 3 dicembre dello stesso anno supera l'esame finale da direttore sportivo a Coverciano. Nel marzo del 2019 viene promosso a vicepresidente del club umbro. Nell'ottobre del 2022 entra a far parte del consiglio direttivo del settore tecnico della FIGC.
Il 18 giugno 2023 l'assemblea degli azionisti lo nomina amministratore unico della Ternana al posto del presidente Stefano Bandecchi. Dopo la cessione a Pharmaguida, ad agosto Tagliavento diventa amministratore delegato della squadra femminile con Bandecchi presidente.